# Шортленд, Джон
Джон Шортленд (англ. John Shortland; 1739 — 1803 Лилль, Франция) — английский морской офицер, исследователь и первооткрыватель.

## Биография
Джон Шортленд родился недалеко от Плимута (Англия) в семье офицера Королевского флота.
В 1755 году в качестве мичмана поступил на службу в Королевский флот и служил под началом адмиралов Э. Боскауэна у Ньюфаундленда, Д. Бинга в районе о. Менорка и Д. Родни в Вест-Индии.
С 1763 года — в звании лейтенанта совершал грузовые рейсы между Англией и Америкой.
В 1782 году командовал транспортным флотом по обеспечению гарнизона Гибралтара во время испано-французской «великой осады».
После возвращения с британскими войсками в Галифакс в 1786 году был назначен военно-морским агентом Первого флота из 11 парусных кораблей, которые отплыли от берегов Великобритании 13 мая 1787 года, имея 1487 человек на борту, для того, чтобы основать первую европейскую колонию в Новом Южном Уэльсе, Австралия.
После того, как флот обогнул Мыс Доброй Надежды, вместе с адмиралом Королевского флота Англии, вновь назначенным губернатором штата Новый Южный Уэльс А. Филиппом на трёх самых быстрых кораблях «Александр», «Дружба» и «Скарборо», отплыл впереди остальной части флота и в составе передового отряда 17 января 1788 года прибыл в Ботанический залив Тасманова моря у восточного берега Австралии.
Затем, оставив прибывших в Австралии, 14 июля того же года на трёх кораблях отплыл в Англию с первой депешей губернатора Филиппа к государственному секретарю по иностранным делам Фрэнсису Осборну.
Во время плавания к Батавии, в 1788 году Джон Шортленд обнаружил и нанёс на карты много неизвестных островов и рифов, в том числе, дал название островам Трежери (англ. Treasury Islands), расположенным в проливе, носящим ныне имя Бугенвиля). Он назвал пролив в свою честь, однако название «Бугенвиль» оказалось более употребительным. Д. Шортленд дал своё имя открытому им острову Шортленд, а также — островной группе Шортленд в архипелаге Соломоновы острова.
Один из кораблей экспедиции «Дружба» затонул возле Борнео. Джон Шортленд вернулся в Англию в мае 1789 года. Он настоятельно призывал Британское Адмиралтейство принять меры по изучению и обследованию восточного побережья Австралии, и в результате правительство в 1792 году направило в австралийские воды исследователя М. Флиндерса.
В 1790 году Джон Шортленд был назначен коммандером и после нескольких лет активной службы удалился в Лилль во Франции, где и умер в 1803 году.
Имел двоих сыновей Джона и Томаса Джорджа и двух дочерей. Джона Шортленда часто путают с его сыном Джоном, также известным моряком, открывшим реку Хантер, именем которого назван пригород г. Ньюкасла в штате Новый Южный Уэльс (Австралия).

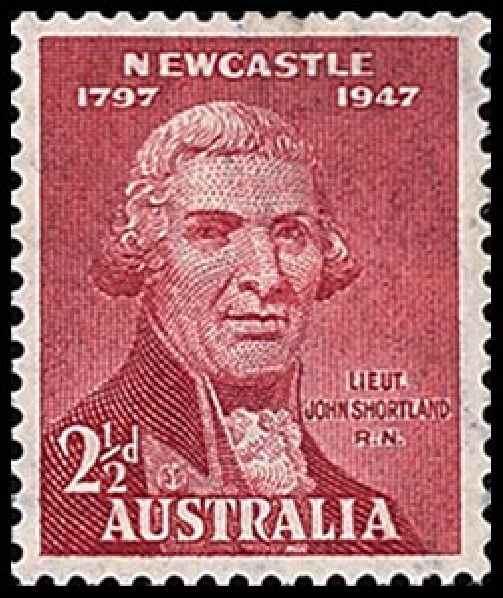
Почтовая марка Австралии, 1947 г. (Sc #207)

## На почтовой марке
Джон Шортленд известен ещё и тем, что в 1947 году почта Австралии выпустила серию из трёх марок, посвящённую 150-летию со дня основания Ньюкасла в Новом Южном Уэльсе, на марке номиналом в 2,5 пенса должен был быть изображён исследователь лейтенант Джон Шортленд (младший), открывший реку Хантер, названную им в честь первого губернатора колонии Новый Южный Уэльс Джона Хантера), в устье которой был основан город. Однако изображённым на марке лицом оказался отец Шортленда, капитан Джон Шортленд. Марка исправлена не была.